# 地方官会議

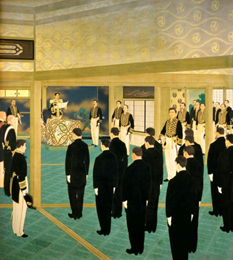
聖徳記念絵画館壁画『地方官会議臨御』（磯田長秋筆、木戸幸一侯爵奉納）。1875年（明治8年）6月20日に赤坂御所で開催された地方官会議に臨御した明治天皇を描く。

地方官会議（ちほうかんかいぎ）とは、戦前の日本における府県長官の会議である。
始まりは、明治政府が招集した府県長官の会議である。戦前の府県知事は内務省から各地に派遣される官僚（官選知事）であり、1890年に大日本帝国憲法が施行されると、地方長官会議に名称が変更され、内務大臣の招集によって、毎年東京で開催された。
戦後にも、内閣が招集する形で継続した。全国知事会の前身、全国地方自治協議会連合会が1947年に組織され、民選知事の時代に繋がる。

## 当初の地方官会議
当初の1874年（明治7年）の設置は、大阪会議で木戸孝允が構想し、開設が決定した。1875年（明治8年）以来3回、地方民情を知るために、県令および府知事を招集した。地方民会や三新法など地方自治に関係のある、地方行政を巡る諸問題を審議した。なお、元老院に対する下院のつもりであるが、実質は官選の事務官会議であった。
1875年6月20日、地方官会議開院式が、7月17日、閉院式がおこなわれた（明治史要　東京大学史料編纂所蔵版）。1878年4月10日、第2回地方官会議、開会式（議長伊藤博文）、三新法などを審議し、5月3日、閉会（明治史要　東京大学史料編纂所蔵版）。1880年2月5日、第3回地方官会議を開会（議長伊藤博文）、区町村会法、備荒儲蓄法などを審議し、2月28日、閉会（明治史要　東京大学史料編纂所蔵版）。

## 地方長官会議
内務大臣が、北海道庁長官と各府県知事を東京に招集して行われた。地方長官会議では、内閣総理大臣と内務大臣などの各省大臣により訓示演説が行われ、指示・協議・諮問事項が提示された。このようにして、国の総合出先機関の長としての地方長官（北海道庁長官・府県知事）に、政府・各省の方針が伝えられていた。

## 関連書籍
- 池田順 『昭和戦前期内務行政史料―昭和元年~21年「地方長官・警察部長会議書類」〈第19～36巻〉』 ゆまに書房
- 大霞会 『内務省史』全4巻 原書房
- 大霞会 『内務省外史』 原書房
- 大霞会 『続内務省外史』 原書房